# Souleymane Mboup
Souleymane Mboup, né le 2 juin 1951 à Dakar, Sénégal, est un pharmacien colonel de l'armée sénégalaise. Lui et son équipe de l’hôpital Le Dantec de Dakar ont été les premiers à décrire en 1985 le VIH-2, une forme de VIH touchant essentiellement la population de l'Afrique de l'Ouest.
Le 14 juin 2000, Académie nationale de pharmacie de France lui décerne le premier prix de la pharmacie francophone pour l’année 2000.
Le 5 décembre 2001 il est élu Correspondant à titre étranger de l'Académie nationale de Pharmacie de France.  